# Zond–6

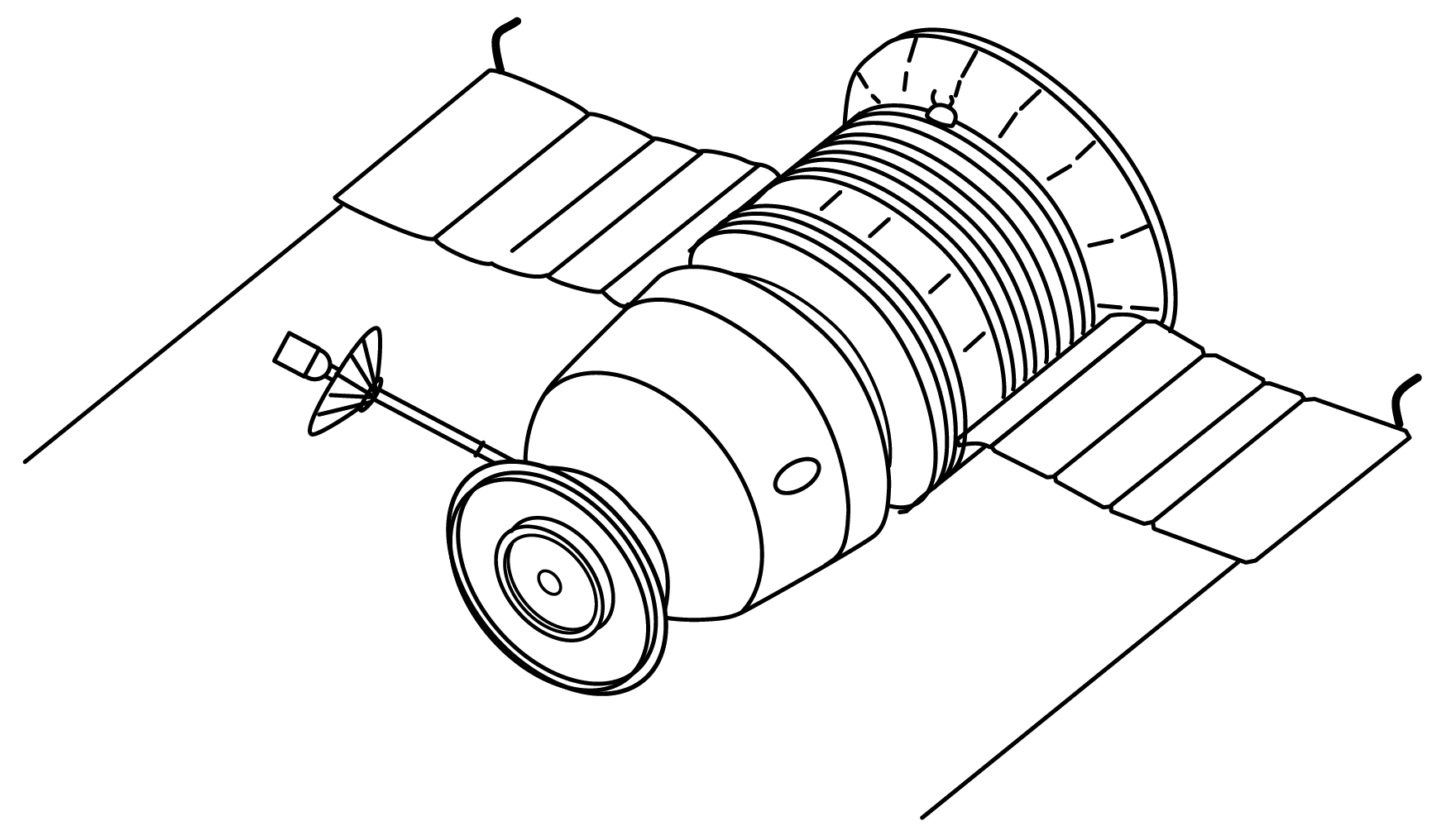
A Szojuz 7K–L1 űrhajó rajza

Zond–6 (oroszul: Зонд‑6) szovjet űrhajó, a Zond sorozat tagja, a szovjet holdprogram holdrepülésre szánt Szojuz 7K–L1 automatizált űrhajó technikai és biológiai programja.

## Küldetés
A Szojuz űrhajó speciális változata, a holdraszállás emberi kísérletének előkészítése, . Feladata repülés a Föld-Hold-Föld pályán a visszatérő kabin földi leszállásának próbája, a Föld fényképezése a világűrbőlbiológiai kísérletek végrehajtása. Felépítése, kis eltéréssel programja megegyezett a Zond–4, Zond–5 űrhajókkal.

## Jellemzői
1968. november 10-én a Bajkonuri űrrepülőtér indítóállomásról egy Proton hordozórakétával (UR-500K) indították Föld körüli parkolópályára. Az orbitális egység parkolópályája 87,91 perces, 51,49 fokos hajlásszögű, elliptikus pálya-perigeuma 175 kilométer, apogeuma 175 kilométer volt. A start után a parkolópályán hajtóművének beindításával, pályamódosítással a második kozmikus sebességet elérve indult a Hold felé. Pályaadatai segítették, hogy a Hold gravitációs hatását felhasználja visszatérésre. Útközben három pályamódosítást hajtottak végre, egyet a Hold felé, kettőt a Föld irányába.
1968. november 14-én 2420 kilométerre közelítette meg a Holdat. Fotóberendezése képes volt panorámaképeket készíteni a látható és a nem látható oldalról. A fotókat 11 000-3300 kilométer közötti távolságból készítette. A felvételeket fotometriai és térképezési célokra használták.
Az űrhajó leszálló egységének manővere 1967. november 17-én eltért a Zond–5-től: úgynevezett kétfázisú manőverező visszatérést próbáltak ki. Az első belépéssel dinamikus fékezést hajtottak végre (kozmikus sebességről kőrsebességre), majd az űrszonda kirepült a világűrbe, a második manőver már megegyezett a Szojuz űrhajókéval. A Föld körüli pályáról hagyományos technikával – ejtőernyős leereszkedés – tért vissza a Földre. Élőlények is voltak az űrhajón.

## Technikai adatok
- Energiaellátását akkumulátorok és napelemek összehangolt egysége biztosította.
- Tömege 5140 kilogramm, hossza 4,5 méter, átmérője 2,72-2,2 méter. A hengeres testhez kapcsolódó napelemeinek fesztávolsága 10 méter.
- Fő részei a visszatérő kabin és a műszaki egység.
  - A visszatérő kabin tartalma: rádió-vevőberendezés, akkumulátorok, hőszabályozó rendszer, tudományos műszerek, a kísérleti állatok és növények tartályai, nagy felbontóképességű fotóberendezés.
  - A műszaki egység tartalma: vezérmű, a telemetriai, energiaellátó és orientációs rendszer, a korrekciós és fékező hajtóművek, a hőszabályozás elemei, külső felületén a napelemek és a parabolaantenna.

### Külföldi oldalak
- Zond–6. lib.cas.cz. (Hozzáférés: 2012. december 24.)
- Zond–6. cwru.edu. [2012. október 11-i dátummal az eredetiből archiválva]. (Hozzáférés: 2012. december 24.)

| Elődje: Zond–5 | Zond sorozat 1964–1970 | Utódja: Zond–7 |